# Acta Scientiarum Polonorum. Hortorum Cultus
Acta Scientiarum Polonorum. Hortorum Cultus (Acta Sci. Pol. Hortorum Cultus) – czasopismo naukowe założone przez rektorów polskich uczelni rolniczych w 2001 roku. Należy do serii Acta Scientiarum Polonorum.
Czasopismo publikuje oryginalne prace badawcze oraz prace przeglądowe zawierające nowe, istotne informacje z szeroko pojętej dziedziny ogrodnictwa i dziedzin pokrewnych. Artykuły publikowane są w języku angielskim, w sześciu zeszytach rocznie. Czasopismo jest indeksowane przez wiele baz danych oraz instytucji naukowych, m.in.: AGRO, AGRICOLA, CAB Abstracts, EuroPub, EBSCO, Google Scholar, Scopus, Index Copernicus, Web of Science. Wydawane jest w systemie Open Access, od 2022 roku artykuły są dostępne na zasadach licencji CC BY 4.0.
W latach 2011–2018 czasopismo znajdowało się na liście A czasopism punktowanych Ministerstwa Nauki i Szkolnictwa Wyższego z punktacją 20 pkt. Od 2011 roku znajduje się na liście Journal Citation Reports. Wskaźnik Impact Factor za 2022 rok dla czasopisma wyniósł 0,695, natomiast CiteScore 1,4. Zgodnie z wykazem czasopism naukowych MEiN z 1 grudnia 2021 r. czasopismu przypisano 100 pkt, natomiast od 2023 roku czasopismu przypisano 140 pkt.
W Acta Sci. Pol. Hortorum Cultus publikowane są prace dotyczące produkcji owoców, warzywnictwa, ziół i leczniczych roślin, roślin ozdobnych, nasiennictwa i szkółkarstwa, przechowalnictwa płodów ogrodniczych oraz architektury krajobrazu. Ponadto tematyka prac obejmuje: nowoczesne systemy hodowli, uprawy i żywienia oraz ochrony roślin ogrodniczych; czynniki ontogenetyczne i genetyczne kształtujące wielkość i jakość plonu surowców ogrodniczych; wpływ warunków uprawy i czynników środowiskowych na skład chemiczny i właściwości biochemiczne produktów ogrodniczych; aspekty ekonomiczne produkcji ogrodniczej.